# Naturbahnrodel-Weltmeisterschaft 2007
Die 16. FIL Naturbahnrodel-Weltmeisterschaft fand vom 15. bis 19. Februar 2007 im kanadischen Grande Prairie statt. Sie war die erste und bisher einzige Weltmeisterschaft außerhalb Europas.

## Einsitzer Herren
| Platz | Name                  | Zeit          |
| ----- | --------------------- | ------------- |
| 01    | Gernot Schwab         | 3:51,38 min   |
| 02    | Gerhard Pilz          | + 01,04 s     |
| 03    | Patrick Pigneter      | + 01,16 s     |
| 04    | Martin Psenner        | + 01,20 s     |
| 05    | Florian Breitenberger | + 01,32 s     |
| 06    | Thomas Kammerlander   | + 02,66 s     |
| 07    | Gerald Kammerlander   | + 02,73 s     |
| 08    | Florian Clara         | + 03,45 s     |
| 09    | Christian Wichan      | + 03,71 s     |
| 10    | Georg Maurer          | + 03,85 s     |
| 11    | Kaj Johnson           | + 04,07 s     |
| 12    | Anton Blasbichler     | + 04,19 s     |
| 13    | Marcus Grausam        | + 04,46 s     |
| 14    | Robert Batkowski      | + 04,55 s     |
| 15    | Florian Batkowski     | + 04,80 s     |
| 16    | John Gibson           | + 04,93 s     |
| 17    | Adam Jędrzejko        | + 06,07 s     |
| 18    | Björn Kierspel        | + 06,09 s     |
| 19    | Iwan Lasarew          | + 06,40 s     |
| 20    | Johannes Hofer        | + 07,48 s     |
| 21    | Žiga Pagon            | + 07,99 s     |
| 22    | Miha Meglič           | + 08,80 s     |
| 23    | Greg Jones            | + 09,21 s     |
| 24    | Borut Kralj           | + 10,12 s     |
| 25    | Julien Schultz        | + 10,80 s     |
| 26    | Andrzej Laszczak      | + 11,64 s     |
| 27    | Galabin Bozew         | + 13,33 s     |
| 28    | Corey Pusey           | + 13,37 s     |
| 29    | Knut Solheim          | + 20,71 s     |
| 30    | Kristian Roel         | + 21,12 s     |
| 31    | Mikko Uotila          | + 21,13 s     |
| 32    | Vincent Schultz       | + 21,17 s     |
| 33    | Patrik Nowik          | + 27,39 s     |
| 34    | Eddy Dunlop           | + 38,92 s     |
| 35    | David Scott           | + 49,22 s     |
| 36    | Mark Vickery          | + 53,73 s     |
| --    | René Uhlmann          | DNF (2. Lauf) |
| --    | Alexander Jegorow     | DNS (1. Lauf) |
| --    | Damian Waniczek       | DNS (1. Lauf) |

Datum: 18. Februar (1. Wertungslauf) und 19. Februar 2007 (2. und 3. Wertungslauf)
Nachdem der Österreicher Gernot Schwab im Vorjahr bereits Europameister geworden war, gewann er in diesem Jahr auch erstmals den Weltmeistertitel. Mit Bestzeiten im zweiten und dritten Wertungsdurchgang gewann er mit über einer Sekunde Vorsprung auf seinen Landsmann Gerhard Pilz, der nach dem ersten Lauf noch in Führung lag. Für den fünffachen Weltmeister und zweifachen Europameister Pilz bedeutete dieses Rennen den Abschluss seiner drei Jahrzehnte andauernden Karriere. Die Bronzemedaille gewann der Italiener Patrick Pigneter, der auch schon bei der Weltmeisterschaft 2005 und der Europameisterschaft 2006 Dritter im Herren-Einsitzer geworden war. Der Titelverteidiger Anton Blasbichler belegte Rang zwölf.

## Einsitzer Damen
| Platz | Name                   | Zeit          |
| ----- | ---------------------- | ------------- |
| 01    | Jekaterina Lawrentjewa | 3:53,27 min   |
| 02    | Julija Wetlowa         | + 02,15 s     |
| 03    | Melanie Batkowski      | + 03,47 s     |
| 04    | Renate Gietl           | + 03,68 s     |
| 05    | Marlies Wagner         | + 05,19 s     |
| 06    | Renate Kasslatter      | + 06,11 s     |
| 07    | Kinga Gawlas           | + 06,18 s     |
| 08    | Michaela Maurer        | + 06,44 s     |
| 09    | Barbara Abart          | + 06,94 s     |
| 10    | Tina Unterberger       | + 07,64 s     |
| 11    | Melissa Jones          | + 24,60 s     |
| --    | Nina Bučinel           | DSQ (1. Lauf) |

Datum: 18. Februar (1. und 2. Wertungslauf) und 19. Februar 2007 (3. Wertungslauf)
Die Russin Jekaterina Lawrentjewa gewann mit Laufbestzeiten in allen drei Wertungsdurchgängen ihren zweiten Weltmeistertitel in Folge und den dritten insgesamt. Silber ging an ihre Teamkollegin Julija Wetlowa, die damit ihre einzige Medaille bei Großereignissen gewann. Bronze holte die Österreicherin Melanie Batkowski, die zwei Tage zuvor Weltmeisterin mit der Mannschaft geworden war.

## Doppelsitzer
| Platz | Name                                  | Zeit          |
| ----- | ------------------------------------- | ------------- |
| 1     | Pawel Porschnew – Iwan Lasarew        | 2:45,58 min   |
| 2     | Alexander Jegorow – Pjotr Popow       | + 1,42 s      |
| 3     | Christian Schatz – Gerhard Mühlbacher | + 1,81 s      |
| 4     | Andrzej Laszczak – Damian Waniczek    | + 2,79 s      |
| 5     | Martin Psenner – Johannes Hofer       | + 4,66 s      |
|       | Christian Schopf – Andreas Schopf     | + 4,66 s      |
| 7     | Björn Kierspel – Christian Wichan     | + 4,89 s      |
| --    | Borut Kralj – Žiga Pagon              | DSQ (1. Lauf) |
| --    | Patrick Pigneter – Florian Clara      | DSQ (1. Lauf) |
| --    | Denis Alimow – Roman Molwistow        | DSQ (1. Lauf) |
| --    | Reinhard Beer – Herbert Kögl          | DSQ (1. Lauf) |

Datum: 18. Februar 2007 (beide Wertungsläufe)
Die Russen Pawel Porschnew und Iwan Lasarew konnten mit Bestzeiten in beiden Wertungsläufen ihren Weltmeistertitel aus dem Jahr 2005 erfolgreich verteidigen. Ihre Landsmänner Alexander Jegorow und Pjotr Popow holten mit Platz zwei, nachdem sie im ersten Durchgang noch auf Platz drei gelegen waren, ihre erste Medaille bei Großereignissen. Die Bronzemedaille gewannen die Österreicher Christian Schatz und Gerhard Mühlbacher, die nach Durchgang eins trotz Sturzes kurz vor dem Ziel noch an zweiter Stelle gelegen waren. Für sie war es nach Gold im Mannschaftswettbewerb die zweite Medaille bei dieser WM.
Vier Doppelsitzerpaare wurden vor dem Start wegen zu warmer Schienen an ihren Rodeln disqualifiziert.

## Mannschaftswettbewerb
| Platz | Name                                                                              | Punkte |
| ----- | --------------------------------------------------------------------------------- | ------ |
| 1     | Österreich IMelanie Batkowski Gernot Schwab Christian Schatz – Gerhard Mühlbacher | 89     |
| 2     | Italien IRenate Gietl Patrick Pigneter – Florian Clara                            | 85     |
| 3     | Österreich IIMarlies Wagner Gerald Kammerlander Reinhard Beer – Herbert Kögl      | 82     |
| 4     | Russland IIJulija Wetlowa Alexander Jegorow – Pjotr Popow                         | 75     |
| 5     | PolenKinga Gawlas Adam Jędrzejko Andrzej Laszczak – Damian Waniczek               | 74     |
| 6     | Italien IIBarbara Abart Florian Breitenberger Martin Psenner – Johannes Hofer     | 73     |
| 7     | DeutschlandMichaela Maurer Marcus Grausam Björn Kierspel – Christian Wichan       | 66     |
| 8     | SlowenienNina Bučinel Miha Meglič Borut Kralj – Žiga Pagon                        | 64     |
| --    | Russland IJekaterina Lawrentjewa Iwan Lasarew Pawel Porschnew – Iwan Lasarew      | DSQ    |

Datum: 17. Februar 2007
Mit den meisten Punkten und der besten Gesamtzeit gewann das Team Österreich I den Mannschaftswettbewerb. Auf den Rängen zwei und drei folgen die Teams Italien I und Österreich II. Die Mannschaft Russland I wurde disqualifiziert, weil die Schienen an Iwan Lasarews Rodel eine zu hohe Temperatur aufwiesen.

## Medaillenspiegel
| Platz | Land       | Gold | Silber | Bronze | Gesamt |
| ----- | ---------- | ---- | ------ | ------ | ------ |
| 1.    | Russland   | 2    | 2      | -      | 4      |
| 2.    | Österreich | 2    | 1      | 3      | 6      |
| 3.    | Italien    | -    | 1      | 1      | 2      |